# John Blackwall
John Blackwall est un naturaliste britannique, né le 20 janvier 1790 et mort le 11 mai 1881.

## Biographie
Après avoir été marchand d'étoffe en Irlande, il s'installe dans le nord du Pays de Galles à Llanvrst.
Passionné depuis toujours par les sciences naturelles, il s'intéresse tout d'abord aux oiseaux mais commence assez tôt à s'intéresser aux araignées sur lesquelles il publie un premier article en 1827.
Il réunit ses connaissances sur ces animaux et publie, de 1861 à 1863, A History of the Spiders of Great Britain and Ireland, publié par les soins de la Ray Society.
L'œuvre de Blackwall constitue une étape importante dans l'émergence de l'aranéologie. Il est l'un des premiers à s'intéresser aux araignées de très petite taille, appartenant en particulier aux genres Neriene et Walckenaera.